# فیودور یورچیخین
فیودور یورچیخین (به انگلیسی: Fyodor Yurchikhin) فضانورد اهل کشور روسیه است که در ۳ ژانویهٔ ۱۹۵۹ در باتومی زاده شد. وی در مأموریت اس‌تی‌اس-۱۱۲، اکسپدییشن ۱۵، سایوز تی‌ام‌ای-۱۰، اکسپدییشن ۲۴، ۲۵، سایوز تی‌ام‌ای-۱۹، اکسپدییشن ۳۶، ۳۷، سایوز تی‌ام‌ای-۰۹ام حضور داشته است.